# Jerry Martin
 (octobre 2019).
Si vous disposez d'ouvrages ou d'articles de référence ou si vous connaissez des sites web de qualité traitant du thème abordé ici, merci de compléter l'article en donnant les références utiles à sa vérifiabilité et en les liant à la section « Notes et références ».
Jerry Martin, né en 1965, est un compositeur américain de jazz et de new age, notamment connu pour la bande son des séries de jeux vidéo Sims et Sim City.

## Compositions
| - Les Sims - Les Sims : Ça vous change la vie - Les Sims : Surprise-partie - Les Sims : Et plus si affinités - Les Sims : En vacances - Les Sims : Entre chats et chiens - Les Sims : Superstar - Les Sims : Abracadabra - Les Sims Deluxe - The Sims Vol. I - The Sims: Bustin' Out - Les Sims Online | - SimCity 3000 - SimCity 3000 Unlimited - SimCity 4 - SimCity 4: Rush Hour - SimCopter - SimTunes - SimPark - SimSafari - SimGolf - Streets of SimCity - Supercross 2000 - Tony La Russa Baseball |